# Norra Ekebergs naturreservat
Norra Ekebergs naturreservat är ett naturreservat i Hällefors kommun i Örebro län.
Området är naturskyddat sedan 2024 och är 48 hektar stort. Reservatet ligger öster om Hällefors och består av en gammalskog med bäckar, kärr och källdrag. 